# Bojary (rejon prużański)
Bojary (biał. Баяры; ros. Бояры) – wieś na Białorusi, w obwodzie brzeskim, w rejonie prużańskim, w sielsowiecie Zieleniewicze.
W dwudziestoleciu międzywojennym leżały w Polsce, w województwie białostockim, w powiecie wołkowyskim. 